# Bistum São Miguel Paulista
Das Bistum São Miguel Paulista (lateinisch Dioecesis Sancti Michaëlis Paulinensis, portugiesisch Diocese de São Miguel Paulista) ist eine in Brasilien gelegene römisch-katholische Diözese mit Sitz in São Miguel Paulista im Bundesstaat São Paulo.

## Geschichte
Das Bistum São Miguel Paulista wurde am 15. März 1989 durch Papst Johannes Paul II. mit der Apostolischen Konstitution Constat Metropolitanam aus Gebietsabtretungen des Erzbistums São Paulo errichtet und diesem als Suffraganbistum unterstellt.

## Bischöfe von São Miguel Paulista
- Fernando Legal SDB, 1989–2008
- Manuel Parrado Carral, 2008–2022
- Algacir Munhak CS, seit 2022